# Доротея из Монтау
Доротея (или Дороти) из Монтау или Доротея Свартце (нем. Dorothea von Montau; пол. Dorota z Mątowów; 6 февраля 1347, Mątowy Wielkie, Поморское воеводство — 25 июня 1394, Мариенвердер) — провидица Пруссии XIV века. После столетий почитания в Центральной Европе она была канонизирована лишь в 1976 году. День памяти 25 июня.

## Биография
Доротея родилась в Грос-Монтау, Пруссия, (Mątowy Wielkie), к западу от Мариенбурга (ныне Мальборк), в семье богатого фермера из Голландии Виллема Шварте (или Шварце).
Она вышла замуж совсем юной в возрасте 16 или 17 лет за оружейника Адальбрехта из Данцига (ныне Гданьск), весьма вспыльчивого человека лет сорока. Почти сразу же после замужества у неё начались пророческие видения. Её муж терпеть не мог её духовных переживаний и постоянно оскорблял и унижал Дороти. Позже она таки обратила его, и оба совершили паломничество в Кёльн, Аахен и Айнзидельн. Пока Доротея с разрешения мужа совершала путешествие в Рим и Ватикан, её муж скончался (в 1389 или 1390 году). Из девяти их детей восемь умерли, четверо в младенчестве и четверо во время эпидемии чумы 1383 года. Единственная выжившая дочь Гертруда присоединилась к бенедиктинкам.

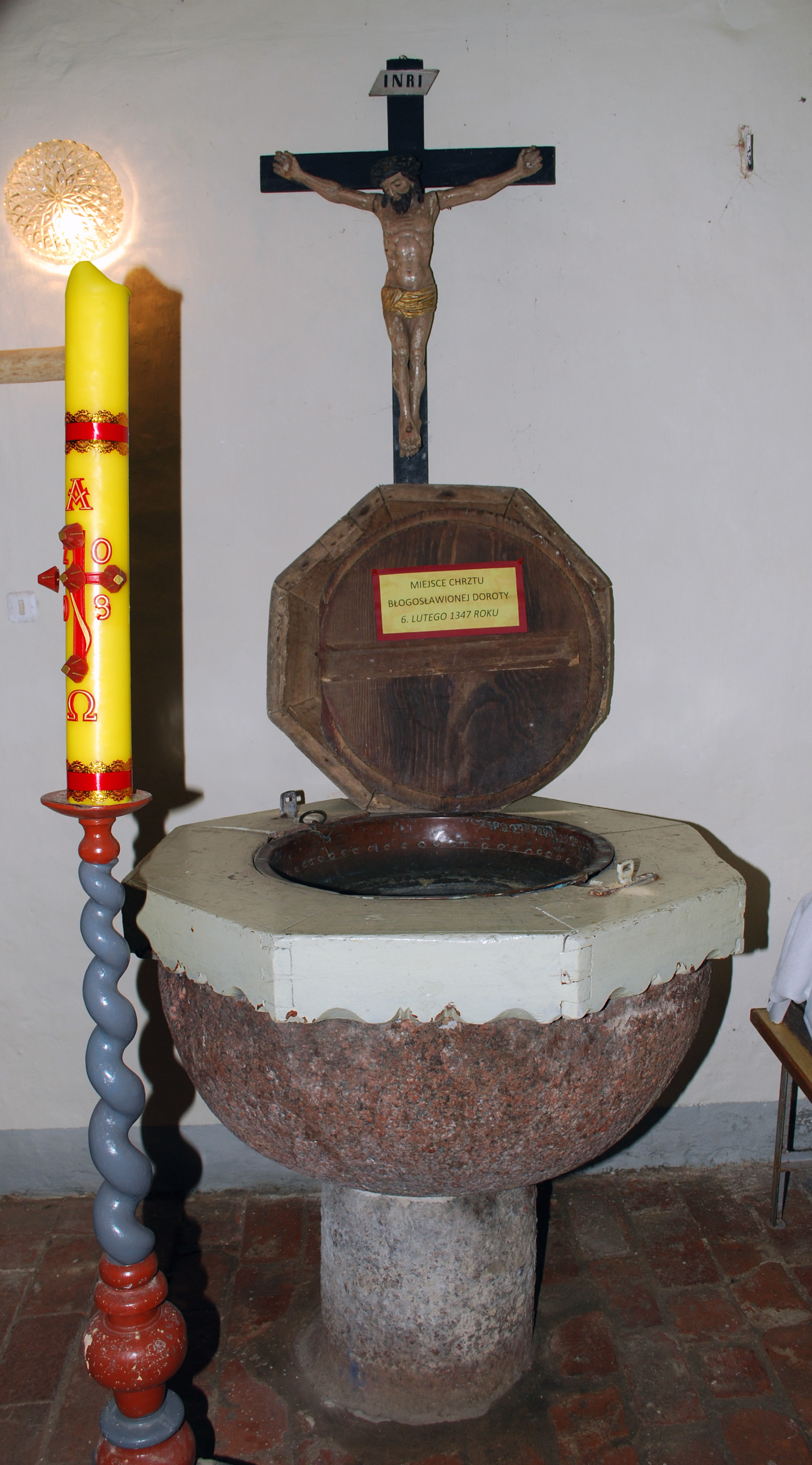
Купель Доротеи

Летом 1391 года Доротея переехала в Мариенвердер (Квидзын, Польша), а 2 мая 1393 года с разрешения капитула и Тевтонского ордена устроила у стены собора якорную ячейку. Она не покидала эту келью до конца своих дней и вела строго аскетическую отшельническую жизнь.
Многочисленные посетители искали у неё совета и утешения, а у неё были видения и откровения. Её духовник, диакон Иоганнес Мариенвердер, учёный-теолог, записал её сообщения и составил латинскую биографию в семи книгах «Septililium», а также немецкую жизнь в четырёх книгах, напечатанную Якобом Карвейсом.
Доротея Свартце скончалась 25 июня 1394 года в замке Мариенвердер.
В 1400 году могилу отшельницы Доротеи в Мариенвердере посетила Анна (жена великого князя Витовта); она молилась в церквях Святой Анны в Бранденбурге и Святой Варвары в Ольденбурге. Великую княгиню сопровождал её деверь Сигизмунд Кейстутович и свита из 400 человек.
Народ веками считал её святой, у её могилы совершались чудеса, но церковь упорно не причисляла её к лику святых, пока в 1976 году это не сделал папа римский Павел VI.
Жизнь Доротеи, показанная с точки зрения её озлобленного мужа, является одним из сюжетов романа Гюнтера Грасса «Камбала» изданного в 1977 году.